# Bjurhustjärnen (Ådals-Lidens socken, Ångermanland, 705043-155871)
Bjurhustjärnen är en sjö i Sollefteå kommun i Ångermanland och ingår i Ångermanälvens huvudavrinningsområde.